# 다루섬

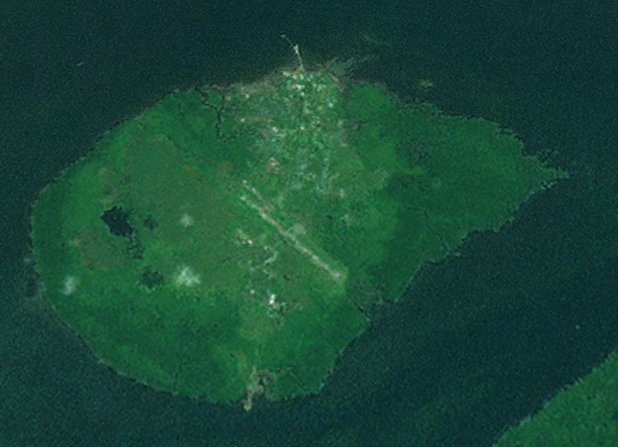
다루섬의 위성사진 이미지

다루섬과 토레스 해협의 지도

다루섬(Daru Island)은 파푸아뉴기니 서부주(Western Province)에 속하는 작은 섬이다. 섬의 모양은 대략 타원형이며, 면적은 약 14.7km2이다. 본토는 북쪽으로 약 3.5km 떨어져 있으며, 바다 건너편에 오리오모강(Oriomo)의 하구가 있다. 남쪽으로 1.3km 거리에는 면적이 더 큰 브리스토섬(Bristow)이 있다.
토레스 해협 제도에 속하는 섬 가운데 오스트레일리아령에 속하지 않는 몇 안되는 섬으로, 토러스 해협 제도 섬 중에 인구밀도가 가장 높다. 가장 큰 마을은 같은 이름의 다루이며, 서부주의 주도이기도 하다. 2000년 기준으로 주민 12,729명이 거의 모두 다루에 모여 살고 있다. 섬의 주요 산업은 어업이며, 국제공항이 있다. 주민은 대부분 파푸아 본토에서 유래한 키와이어를 사용하는 파푸아인들이다.